# 乔斯林谢
乔斯林谢（英語：Jocelyn Chia；出生于1979/1980年） 是一位美国脱口秀喜剧演员。她原是一名律师，于2013年转行成为喜剧演员。

## 早年生活与教育
乔斯林谢出生于美国马萨诸塞州波士顿。 她在新加坡长大，其父母出生于新加坡。她曾就读于圣尼各拉女校和国家初级学院，随后返回美国完成大学学业。

## 职业生涯

### 初期职业
大学毕业后，乔斯林谢于2006年至2009年间担任企业律师3年。

### 脱口秀生涯
2013年，乔斯林谢开始涉足脱口秀喜剧圈，正式成为一名喜剧演员。
2014年，她曾担任纽约Magnet Theater的企业活动主管。
2016年，她赢得了“笑声女士”大赛，并于2017年成为“纽约最有趣人物”决赛入围者。
2017年，她在亚洲美洲影视节获得“喜剧新星奖”， 并于2018年登上美國電視頻道“喜劇中心”。

#### 关于马来西亚与MH370失踪事件的争议段子
2023年6月7日，一段乔斯林谢在纽约Comedy Cellar演出时评论马来西亚与新加坡关系以及马来西亚航空370号班机空难的脱口秀片段在社交网络上广泛传播。 马来西亚的公众、名人、外交官与政客强烈批评该段子“粗鲁”或“侮辱性强”。 TikTok以“违反社区准则和涉及歧视性内容”为由将其下架。 约有100名巫统成员在吉隆坡的美国大使馆前抗议，要求禁止乔斯林谢入境马来西亚。 马来西亚喜剧演员龙仕强支持乔斯林谢的演出，引发部分反弹，而Harith Iskander则提醒同行要谨慎，内容可能会被断章取义。 新加坡艺人库马（Kumar）也批评了乔斯林谢。 新加坡驻马大使也代表她道歉，外交部长维文谴责其言论。
乔斯林谢回应称视频缺乏上下文，该段子在喜剧俱乐部已演出超过一年半从未引发争议。 数日后，马来西亚皇家警察称将向国际刑警组织申请获取乔斯林谢的完整身份及所在位置，未提供详细信息。 她在英国广播公司采访中补充说马来西亚的反应很“荒谬”，这只会让她更加出名。 尽管马警方声称已提交申请，但国际刑警于2023年6月14日向亚洲新闻台确认未收到任何协助请求，并表示其宪章禁止涉及宗教、种族、军事或政治性质的活动，且所有与言论自由有关的案件将按国际人权标准进行评估。

## 个人生活
乔斯林谢曾是新加坡公民，目前为美国公民。 她在成年前拥有美新双重国籍。